# Harzrundfahrt 1991
Die Harzrundfahrt 1991 war die 45. Austragung der traditionsreichen Harzrundfahrt. Das Straßenradrennen wurde als Eintagesrennen ausgetragen. Das Rennen fand am 23. Juni statt. Die Rennstrecke war 275 Kilometer lang.

## Rennverlauf
54 Radrennfahrer aus deutschen Vereinen und Gemeinschaften hatten für das Rennen gemeldet. Der Kurs führte von Magdeburg über Wernigerode und nach Magdeburg zurück. Der bergige Kurs und die Länge des Rennens sorgten frühzeitig für eine Selektion des Fahrerfeldes. Aus der verbliebenen Spitzengruppe gewann Hagen Bernutz mit einem Antritt kurz vor dem Zielstrich das Rennen.
|     | Fahrer         | Ort                     | Zeit (h)  |
| --- | -------------- | ----------------------- | --------- |
| 01. | Hagen Bernutz  | Frankfurter RC 90/Oder  | 7:24:44 h |
| 02. | André Hans     | BRC Opel Schüler Berlin | 7:24:44 h |
| 03. | Tino Weber     | SC DHfK Leipzig         | 7:24:44 h |
| 04. | Thomas Liese   | SC DHfK Leipzig         | 7:24:44 h |
| 05. | Thilo Fuhrmann | SG Dynamo Dresden-Nord  | 7:24:44 h |